# Alfred Boner
Alfred Boner (* 2. Januar 1902 in Berlin; † 5. März 1988 in Rhauderfehn) war ein Offizier, zuletzt Generalmajor, der deutschen Luftwaffe im Zweiten Weltkrieg, danach selbständig als Baustoffhändler.

## Leben

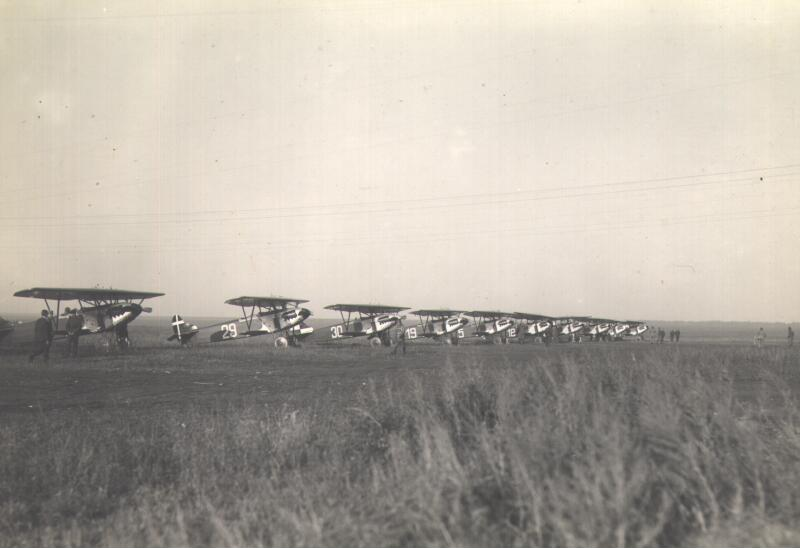
Fokker D.XIII in Lipezk, der Geheimen Fliegerschule und Erprobungsstätte der Reichswehr

Boner trat am 1. Januar 1921 in die Reichswehr ein und fand dort zunächst bis Ende Oktober 1928 Verwendung als Kompanieoffizier der 3. (Preußische) Nachrichten-Abteilung in Potsdam. Während dieser Zeit besuchte er von August 1922 bis Juli 1923 die Infanterieschule München, absolvierte einen Artillerielehrgang in Jüterbog sowie vom 15. Dezember 1924 bis zum 30. April 1925 eine fliegerische Ausbildung bei der Aero Lloyd in Berlin-Staaken. Am 1. Dezember 1924 wurde er zum Leutnant sowie am 1. April 1928 zum Oberleutnant befördert.
Zum 31. Oktober 1928 schied Boner offiziell aus der Reichswehr aus und absolvierte vom 1. November 1928 bis zum 31. März 1930 eine Ausbildung als Flugbeobachter Lipezk. Im sowjetischen Lipezk unterhielt die Reichswehr eine gegen den Friedensvertrag von Versailles verstoßende geheime Flugschule, an der bis zur Auflösung 15. September 1933 etwa 120 Jagdflieger und etwa 100 Beobachter ausgebildet wurden.
Zum 1. April 1930, wieder offiziell in der Reichswehr angestellt, kehrte er als Kompanieoffizier in die 3. (Preußische) Nachrichten-Abteilung zurück, wo er bis Ende April 1933 blieb.
Von Mai 1933 bis Ende Juni 1935 absolvierte Boner, zum Teil an der Heereskriegsakademie, eine Führergehilfenausbildung. Hier war er zugleich von Mai 1933 bis Ende Juni 1934 zum Reichswehrministerium abkommandiert sowie vom Oktober 1934 bis Ende Juni 1935 beim Reichsluftfahrtamt. Dort fungierte Boner im Anschluss vom 1. Juli 1935 bis Ende September 1937 als Referent beim Chef des Nachrichtenverbindungswesens. Zum 1. Oktober 1937 stieg er zum Gruppenleiter und Generalstabsoffizier beim Chef des Nachrichtenverbindungswesens auf.
Vom 1. Juni über den Beginn des Zweiten Weltkriegs hinweg bis zum 31. Dezember 1939 fungierte Boner als Abteilungschef beim Chef des Nachrichtenverbindungswesen im Führungsstab der Luftwaffe im OKL sowie anschließend bis Ende Juli 1942 als Nachrichtenführer beim II. Fliegerkorps. Hier war er zugleich ab 14. August 1940 auch als Kommandeur des Luftnachrichten-Regiments 32 eingesetzt.
Vom 1. August 1942 bis zum 15. September 1943 nahm er erneut die Stelle eines Nachrichtenführers wahr, wo er beim XII. Fliegerkorps sowie als Kommandeur des Luftnachrichten-Regiments 42 eingesetzt war. Zum 16. September 1943 stieg Boner zum Höheren Nachrichtenführer beim Luftwaffenbefehlshaber Mitte auf. Diese Position hielt er bis zum 8. Februar 1944 inne. Anschließend übte er die gleiche Funktion vom 9. Februar 1944 bis zum 12. Mai 1945 beim Luftflottenkommando Reich aus. Währenddessen wurde er am 1. August 1944 zum Generalmajor befördert. Vom 13. Mai bis zum 14. Juli 1945 diente Boner als Nachrichtenoffizier beim Verbindungsstab des Oberkommandos der Wehrmacht (OKW) im Hauptquartier des Alliierten Oberbefehlshabers General Dwight D. Eisenhower. Am 14. Juli wurde er verhaftet und war anschließend bis 1947 in britischer Kriegsgefangenschaft.
Mit seiner zweiten Frau betrieb er bis 1980 in Rhauderfehn einen Baustoffhandel mit angegliedertem Bauunternehmen.

## Orden und Ehrenzeichen
- Eisernes Kreuz (1939) II. und I. Klasse
- Medaille zur Erinnerung an den 1. Oktober 1938 mit Spange Prager Burg